# Frankenia cinerea
Frankenia cinerea är en frankeniaväxtart som beskrevs av A.Dc. Frankenia cinerea ingår i släktet frankenior, och familjen frankeniaväxter. Inga underarter finns listade i Catalogue of Life.